# Acalypha platyphylla
Acalypha platyphylla är en törelväxtart som beskrevs av Johannes Müller Argoviensis. Acalypha platyphylla ingår i släktet akalyfor, och familjen törelväxter. Inga underarter finns listade i Catalogue of Life.